# Liga de Fotbal Guyaneză
Liga de Fotbal Guyaneză este un campionat de fotbal din zona CONCACAF.

## Liga de Fotbal Guyaneză 2009-2010
- Alpha United (Georgetown)
- Bakewell Topp XX (Linden)
- Buxton United (East Demerara)
- Camptown (Georgetown)
- Guyana Defence Force (Georgetown)
- Liquid Gold (Bartica)
- Milerock (Linden)
- Rosignol United (Berbice)
- Seawall (West Demerara)
- Victoria Kings (East Demerara)